# Ornithoboea
Ornithoboea é um género botânico pertencente à família Gesneriaceae.

## Sinonímia
Brachiostemon, Ceratoscyphus, Lepadanthus, Sinoboea

## Espécies
| - Ornithoboea arachnoidea - Ornithoboea barbanthera - Ornithoboea calcicola - Ornithoboea darrisii - Ornithoboea feddei - Ornithoboea flexuosa - Ornithoboea forrestii | - Ornithoboea henryi - Ornithoboea lacei - Ornithoboea lanata - Ornithoboea leptonema - Ornithoboea parishii - Ornithoboea pseudoflexuosa - Ornithoboea wildeana |